# Arachis duranensis
Arachis duranensis  è una pianta erbacea appartenente alla famiglia delle leguminose, diffusa in Sud America.

## Distribuzione e habitat
Questa specie è segnalata in Bolivia, Paraguay e Argentina settentrionale.